# Grundsäge
Eine Grundsäge ist ein Werkzeug, das zum Abschneiden von Gegenständen aus Holz oder Metall unter Wasser geeignet ist, also zur Beseitigung alter Pfahlstümpfe, zum Abschneiden von Spundwänden oder Gerüstpfählen beim Grundbau.
Die Grundsäge kann konstruiert sein als 
1. Gattersäge, bei der das Sägeblatt an einem auf Rollen laufenden Gatter befestigt und in hin- und hergehende Bewegung versetzt wird,
2. Pendelsäge, wobei der Rahmen, der die Säge trägt, nur an einem Gerüst pendelt,
3. Kreissegmentsäge, bei der die Säge an einer lotrechten Achse befestigt ist und in eine hin- und hergehende Bewegung versetzt wird,
4. Kreissäge, die wie übliche Kreissägen arbeitet.

Die Grundsäge muss während der Arbeit sicher geführt und an das zu bearbeitende Objekt angedrückt werden, wobei es nötig werden kann, das ganze Werkzeug unbeweglich aufzustellen. Eine weite Verstellbarkeit der Grundsäge wird durch besondere Vorrichtungen, wie Windwerke und Laufrollen, erreicht. Die Zähne der Grundsäge werden geschränkt.